# Алексеєнко Георгій Петрович
Георгій Петрович Алексеєнко (нар. 1899, місто Херсон, тепер Херсонської області — розстріляний 15 вересня 1937, місто Дніпропетровськ) — український радянський державний діяч, голова Одеської міської ради, голова Запорізької міської ради. Член ВУЦВК.

## Життєпис
Народився у родині робітника-залізничника. З п'ятирічного віку залишився без батька, у десять років закінчив народне училище в Одесі.
У 1911—1912 роках — насипальник Одеської чаєвагової фабрики Кузнєцова. З 1912 по 1913 рік працював у експедиції газети «Одеський листок». У 1913—1916 роках — учень у приватній ковальсько-каретній майстерні власника Фога у місті Одесі. У 1916—1918 роках — слюсар Одеського паровозовагонного заводу.
У 1918 році вступив до Червоної гвардії на панцерник імені Юровського, а згодом служив у Червоній армії у 45-й дивізії Григорія Котовського. Брав участь у Громадянській війні в Росії, двічі був поранений. Після поранення демобілізувався і у 1920 році повернувся до Одеси.
У 1920—1927 роках — слюсар Одеського паровозовагонного заводу «Січневого повстання».
Член РКП(б) з січня 1924 року.
Працюючи на заводі, займався самоосвітою. Закінчив вечірній робітничий факультет й у 1925 році вступив на фінансовий факультет Інституту народного господарства в Одесі, який закінчив у 1929 році.
У 1927—1930 роках — голова Одеської міської ради.
У 1930—1931 роках — голова Одеського центрального робітничого кооперативу (церобкоопу).
У 1931—1932 роках — завідувач агітаційно-масового відділу Одеського міського комітету КП(б)У.
У 1932 — грудні 1933 року — завідувач Дніпропетровського обласного відділу комунального господарства. Член Президії Дніпропетровського облвиконкому та член Дніпропетровського обласного комітету КП(б)У.
30 грудня 1933 — 2 жовтня 1936 року — голова Запорізької міської ради.
2 жовтня 1936 — 1937 року — 2-й заступник голови виконавчого комітету Дніпропетровської обласної ради.
У 1937 році заарештований органами НКВС, звинувачений в участі у троцькістській терористичній організації. 14 вересня 1937 року засуджений Верховним судом СРСР до розстрілу, наступного дня вирок було виконано.
Посмертно реабілітований 9 квітня 1957 року.